# 威索縣
威索縣（英語：Wetzel County）是位於美國西維吉尼亞州北部的一個縣，西鄰俄亥俄州，東北鄰賓夕法尼亞州。面積936 平方公里。根據美國2000年人口普查，共有人口17,693人。縣治新馬丁斯維爾 (New Martinsville)。
成立於1846年1月10日。縣名紀念生前屠殺超過100名印第安人的劉易斯·威索 (Lewis Wetzel)。